# Konvergensskolan
Konvergensskolan är en nationalekonomisk icke falsifierbar teori för att försäga hur ekonomisk tillväxt kommer att fördelas mellan länder och regioner. Den menar att ekonomisk integration innebär snabbare tillväxt i fattigare regioner och i längden en utjämning av regionala skillnader.

## Innebörd
Konvergensskolan har sin grund i traditionell neoklassisk teori. Enligt denna tenderar investeringar att dras till de områden där avkastningen på investerat kapital är störst, och avkastningen är högre i fattiga regioner där arbetskraftskostnaderna är lägre. På motsvarande sätt förväntas arbetskraft strömma till de mest utvecklade regionerna där lönerna är högre och därigenom pressa ner löneläget. Den fria rörligheten för varor, tjänster, arbetskraft och kapital bör därför gradvis utjämna skillnader i levnadsstandard mellan länder och regioner. Att det över huvud taget existerar regionala inkomstskillnader beror enligt den neoklassiska teorin på förekomsten av barriärer och trögheter i marknadsanpassningen. Inom konvergensskolan utgår man från dessa modeller och ger dessutom effekterna av teknologispridning ett stort förklaringsvärde.